# بطولة باريس للماسترز 2002 - الزوجي
في بطولة باريس للماسترز 2002 - الزوجي فاز كل من الفرنسي نيكولا إسكوديه والفرنسي فابريس سانتورو على البرازيلي غوستافو كويرتن والفرنسي سيدريك بيولين في المباراة النهائية بنتيجة 6–3، 7–6(8–6).

## التوزيع
1. مارك نولز /  دانييل نيستور (ربع النهائي)
2. ماهيش بوباثي /  ماكس ميرني (الجولة الثانية)
3. يوناس بيوركمان /  تود وودبريدج (نصف النهائي)
4. بوب براين /  مايك براين (الجولة الثانية)
5. يفغيني كافلنيكوف /  جاريد بالمر (الجولة الثانية)
6. واين بلاك /  كيفن أولييت (الجولة الثانية)
7. مارتن دام /  سيريل سوك (الجولة الثانية)
8. جوشوا إيغل /  ساندون ستول (الجولة الثانية)

## المباريات

### مفتاح
- Q = متأهل Qualifier
- WC = وايلد كارد Wild Card
- LL = خاسر محظوظ Lucky Loser
- Alt = بديل Alternate
- SE = Special Exempt
- PR = تصنيف محمي Protected Ranking
- w/o = فوز سهل Walkover
- r = انسحاب Retired
- d = Defaulted
- SR = Special ranking
- ITF = ITF entry
- JE = Junior exempt

### النهائي
| النهائي |                               |   |    |  |
|         |                               |   |    |  |
|         |                               |   |    |  |
| WC      | غوستافو كويرتن سيدريك بيولين  | 3 | 6  |  |
| WC      | نيكولا إسكوديه فابريس سانتورو | 6 | 78 |  |